# 117563 Hollyoscarson
117563 Hollyoscarson este o planetă minoră (asteroid) din centura de asteroizi. A fost descoperită pe 3 martie 2005 la Catalina Station⁠(d) de Catalina Sky Survey. 
Obiectul prezintă o orbită caracterizată de o semiaxă mare de 2,451287440476 UAi, o excentricitate de 0,1259399904204, o înclinație de 3,6660095169288 ° în raport cu ecliptica.